# Deutschland-Berichte der Sopade
Die Deutschland-Berichte der Sopade sind eine politische Exilzeitschrift. Sie erschienen von Mai 1934 bis 1940. Auf der Basis eines umfangreichen Netzes von Zuträgern aus dem Reich stellen sie eine bedeutende Quelle für das Leben und die Haltung zum NS-Regime dar.

## Vorgeschichte
Einige Monate nach der nationalsozialistischen Machtergreifung bildete sich in Prag mit der Sopade eine Exilorganisation der SPD. Von Anfang an sammelte die Partei Berichte aus dem Reich und veröffentlichte diese. Anfangs waren dies häufig nicht mehr als Gerüchte. Mit den Deutschland-Berichten wurde die Sammlung der Nachrichten systematischer betrieben und ausgewertet.
Die Sopade verfügte mit den sogenannten Grenzsekretären über Personen, die den Kontakt zu bestimmten Bezirken der SPD in Deutschland aufrechterhalten sollten. Seit 1934 wurden die Grenzsekretäre zu den wichtigsten Sammelstellen für aus Deutschland stammende Informationen aller Art.
Maßgeblich getragen wurden die Berichte, die wegen der Farbe ihres Umschlags auch „grüne Berichte“ genannt wurden, von Erich Rinner. Neben ihm war Fritz Heine Redakteur der Berichte. Dabei war Heine vornehmlich für die Verbreitung der Berichte zuständig. Die Zusammenstellung erfolgte meist durch Rinner. Neben den Grenzsekretären und Zuträgern aus dem Reich gab es Berichterstatter der analytischen Übersichten.

## Informationsbeschaffung und -auswertung
Anfangs spiegelten sich die Illusionen der Exilanten auch in den Berichten wider. Der Rückhalt des Regimes wurden unter- und die Reichweite des Widerstandes überschätzt. Seit Ende 1934 wurden die Berichte objektiver. Bei der Informationsbeschaffung drängte Rinner auf „rücksichtslose Offenheit“, selbst wenn sich die Nachrichten gegen die Meinung der Sopade richten würden.
Nach Einschätzung Rinners erreichten die Berichte in Hinblick auf Umfang und Qualität 1937 ihren Höhepunkt.
Zur Vereinheitlichung entwarf Rinner ein Interviewschema, mit dem die Grenzsekretäre etwa Kuriere oder sonstige Grenzgänger befragen sollten. Die Mehrheit der Zuträger stammte wohl aus der Arbeiterschaft, aber es waren auch Personen anderer Schichten vertreten. Zur Sicherung der Informanten wurden Orte-, Firmen- und sonstige Bezüge verschleiert.
Der Fragenkatalog nach Schema A, der sich auch in der Gliederung der Berichte widerspiegelte, fragte zunächst nach der allgemeinen Lage im jeweiligen Bezirk, nach der Wirtschaftslage, Landwirtschaft, Handel- und Gewerbe, Korruption, Wehrverbände, NS-Organisationen, Verwaltung, Justiz (inklusive Terror und politischer Verfolgung), Kulturfragen, Jugend und Rüstung. Teilweise waren diese Bereiche noch weiter untergliedert. Im Laufe der Zeit wurde das Frageschema je nach aktueller Lage etwas verändert.
Die Rohberichte wurden ausgewertet und verglichen. Rinner war der Meinung, dass aus einer Vielzahl von einzelnen Meldungen sich halbwegs verlässliche Überblicke über die tatsächliche Lage zu gewinnen wären. Er nannte die Vorgehensweise „Mosaikverfahren.“ Diese Zusammenfassung teilweise ergänzt um Presseauswertungen erschienen als Teil A im Umfang zwischen 70 und mehr als 100 Seiten.
Ein Teil B in Form von Hintergrundberichten ergänzten die Nachrichten aus dem Teil A. Auch die Qualität der Analysen nahm auf Basis der besseren Quellenlage zu. Nicht veröffentlicht wurden Fragen der Grenzsekretäre nach Schema C, in denen es um den Zustand der Partei im Reich und den Widerstand ging.

## Bedeutung und Entwicklung
Neben der Exilantengemeinde wurden die in Deutsch, Englisch und Französisch meist monatlich erscheinenden Deutschland-Berichte für Regierungen und Journalisten aus Westeuropa zu einer im Kern verlässlichen Quelle über das Leben in Deutschland und der Haltung zum Regime.
Nennenswerte Zuschüsse vom Parteivorstand erhielten die Deutschland-Berichte nicht. Sie mussten sich im Wesentlichen selbst durch ihren Verkauf finanzieren. Die Auflage lag 1934 bei 500 Exemplaren und stieg in der Folgezeit auf zuletzt etwa 1700 Exemplare an.
Seit 1937 wurde die Arbeit der Sopade in Prag immer schwieriger. Dabei übte die nationalsozialistische Regierung nicht zuletzt wegen der Deutschlandberichte Druck auf die Regierung in Prag aus. Die Organisation wechselte 1938 nach Paris. Außerdem gelang es der Gestapo in dieser Zeit, Teile des Zuträgersystems im Reich zu entdecken. In der Folge verschlechterte sich die Qualität der Berichte. Verschärft wurden die Probleme durch die schlechte Finanzlage der Sopade. Immer schwerer wurde es auch, die Berichte nach Deutschland zu schmuggeln.
Trotz aller Schwierigkeiten hielt die Sopade am Konzept der Deutschland-Berichte fest. Mit der Besetzung Frankreichs und der Flucht Rinners in die USA endete auch die Herausgabe der Deutschlandberichte.

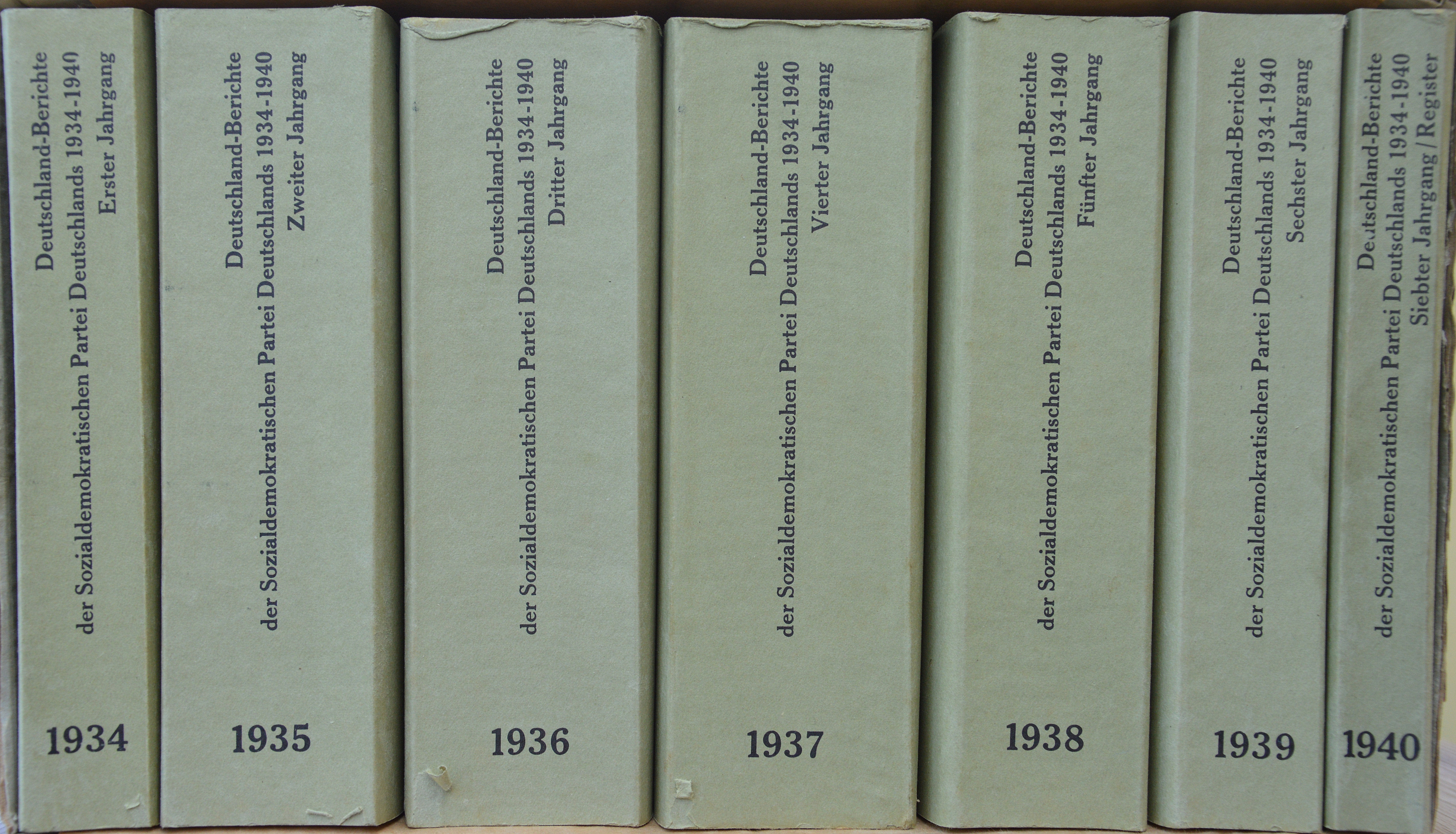
Sieben Bände der Neuausgabe der Deutschland-Berichte von 1980

1980 wurden die Deutschland-Berichte durch Klaus Behnken mit den Verlagen Petra Nettelbeck und Zweitausendeins neu herausgegeben.